# Нераж (Владимирская область)
Нераж — деревня в Петушинском районе Владимирской области России, входит в состав Пекшинского сельского поселения.

## География
Деревня расположена на берегу речки Нергель в 18 км на север от центра поселения деревни Пекша и в 31 км на северо-восток от райцентра города Петушки.

## История
В конце XIX — начале XX века деревня входила в состав Черкутинской волости Владимирского уезда. В 1859 году в деревне числилось 40 дворов, в 1905 году — 61 дворов, в 1926 году — 76 хозяйств и начальная школа.
С 1929 года деревня являлась центром Неражского сельсовета Собинского района, с 1940 года — в составе Ларионовского сельсовета, с 1945 года — в составе Петушинского района, с 2005 года — в составе Пекшинского сельского поселения.

## Население
| 1859 | 1905 | 1926 |
| ---- | ---- | ---- |
| 243  | 359  | 306  |

| 1859 | 1905 | 1926 | 2002 | 2010 | 2021 |
| ---- | ---- | ---- | ---- | ---- | ---- |
| 243  | ↗359 | ↘306 | ↘2   | ↗3   | ↘1   |